# Англезия Висконти
Англезия или Елоиза Висконти (на италиански: Anglesia o Eloisa Visconti; * 1377, Милано, Сеньория Милано; † 12 октомври 1439, Реджо нел'Емилия, Миланско херцогство) е принцеса от рода Висконти, чрез брак кралица на Кипър, титулярна кралица на Йерусалим и кралица на Армения от 1401 до ок. 1408 г.

## Произход
Тя е най-малката дъщеря на Бернабо Висконти (* 1321 или 1323, † 1385), господар на Бергамо, Бреша, Кремона, Сончино, Лонато и Валкамоника и съгосподар на Милано, и на съпругата му Беатриче (Реджина) дела Скала (* 1331, † 1384). Нейни дядо и баба по бащина линия са Стефано Висконти, господар на Арона, и Валентина Дория, а по майчина – Мастино II дела Скала – господар на Верона и Виченца (1304 – 1311), господар на Падуа (1328 – 1338), господар на Парма (1332 – 1341), господар на Бреша (1332 – 1337), господар на Лука (1335 – 1347), и Тадеа да Карара. Има пет братя и девет сестри:
- Тадеа (* 1351, † 1381), херцогиня на Бавария като съпруга на Стефан III, майка на кралицата на Франция Изабела Баварска
- Верде (* 1352, † 1414), херцогиня на Австрия като съпруга на Леополд III
- Марко (* 1355, † 1382), съгосподар на Милано (1379 – 1382) и господар на Парма (1364 – 1382), съпруг на Елизабета Баварска
- Лудовико (* 1355, † 1404), господар на Лоди (1379 – 1385) и на Парма, съпруг на Виоланта Висконти
- Валентина (* 1367, † 1393), кралица на Кипър и титулярна кралица на Йерусалим като съпруга на Петър II
- Родолфо (* 1358, † 1389), господар на Парма (1364 – 1389)
- Карло (* 1359, † 1403), господар на Парма (1364), съпруг на Беатрис д’Арманяк
- Антония (* 1364, † 1405), графиня на Вюртемберг като съпруга на Еберхард III
- Катерина (* 1362, † 1404), последна господарка на Милано (1385 – 1395) и 1-ва херцогиня на Милано (1395 – 1402) като съпруга на братовчед си Джан Галеацо Висконти
- Аниезе (* 1363, † 1391), графиня на Мантуа като съпруга на Франческо I Гондзага
- Мадалена (* 1366, † 1404), херцогиня на Бавария (1381 – 1393) и на Бавария-Ландсхут (от 1392). като съпруга на Фридрих фон Байерн
- Джанмастино (* 1370, † 1405), господар на Бергамо и на Джера д'Ада, вероятен съпруг на Клеофа дела Скала – дъщеря на Антонио I дела Скала
- Лучия (* 1372, † 1424), графиня на Кент като съпруга на Едмънд Холанд
- Елизабета (* 1374, † 1432), херцогиня на Бавария като съпруга на Ернст фон Байерн

Освен това има шест полубратя и девет полусестри от извънбрачни връзки на баща ѝ с пет жени. Баща ѝ непрекъснато води войни с Папската държава (той е отлъчен от Църквата) и е безмилостен тиранин. На 6 май 1385 г. Бернабо и двама от братята ѝ – Лудовико и Родолфо са пленени от братовчед им Джан Галеацо Висконти, който иска властта над Сеньория Милано, и са затворени в замъка на Трецо, където умират.

## Биография

### Преговори за брак
През февруари 1393 г. започват брачни преговори с Фридрих VI фон Хоенцолерн – бурграф на Нюрнберг, маркграф на Бранденбург-Ансбах, маркграф на Бранденбург-Кулмбах и бъдещ пръв курфюрст на Бранденбург. Преговорите са водени от нейния роднина Убертето Висконти, но са неуспешни.
Нейният братовчед и шурей Джан Галеацо Висконти насочва интересите си към Фридрих I – претендент ландграф на Тюрингия. Той праща Паганино да Биасоно през 1398 г. да преговаря за вероятен брак, но и тези преговори са неуспешни.

### Брак
Третите преговори за брак са успешни. Около 1401 г. Англезия се омъжва за кипърския крал, титулярен крал на Йерусалим и претендент за арменския трон в Киликия Янус дьо Лузинян (* 1375, † 1432), който е най-големият син на кипърския крал, титулярен крал на Йерусалим, претендент за арменския трон в Киликия Жак I и на принцеса Хелвис или Хелисия от династията Брунсуик-Грубенхаген. Бракът се потвърждава от две писма: Писмо от 12 декември 1401 г., в което Англезия, без да бъде посочена, е цитирана като кралица на Кипър и сестра на Катерина Висконти – херцогиня на Милано и Писмо от 1 май 1404 г., в което тя е цитирана заедно със съпруга си Янус с името Елоиза като крал и кралица на Кипър.
Бракът не продължава дълго: през 1407 г. Янус пъди съпругата си и иска развод (може би защото Англезия е стерилна), който получава през 1409 г. След развода си той се жени на 9 август 1409 г. в замъка на Мелюн за Шарлота дьо Бурбон. Този брак се счита за невалиден в продължение на около две години, тъй като Англезия се противопоставя на първото съдебно решение за развод. Шарлота пристига в Кипър през 1411 г. и сватбата е отпразнувана в катедралата „Света София“ в Никозия.

### Връщане в Ломбардия
През 1409 г. Англезия се връща в Ломбардия, но все пак запазва титлата на кралица на Кипър, макар че никога повече не се връща в Кипър. Джовани Мария Висконти – господар на Милано, син на Джан Галеацо Висконти, ѝ предоставя няколко имота, за да покрие сериозните ѝ финансови проблеми. През 1412 г. Филипо Мария Висконти я моли да ги върне на монасите от Павия.
Англезия наследява имущество на сестра си Лучия – графиня на Кент, която умира в Лондон през 1424 г.

### Смърт
Сериозно болната Англезия отива в Реджо Емилия с полусестра си Изота – извънбрачна дъщеря на баща ѝ. Тя прави завещание през юни 1439 г., оставяйки имуществата си на Изота и на техния полубрат Леонело – единствените деца на Бернабо Висконти, останали живи. Умира в Реджо Емилия на 12 октомври 1439 г. на около 71-годишна възраст. Няма потомство.